# توم موريسي
توم موريسي (بالإنجليزية: Tom Morrissey)‏ هو سياسي أيرلندي، ولد في 1 يوليو 1956. انتخب عضو مجلس الشيوخ من أيرلندا عن دائرة الأعضاء المعينون في مجلس الشيوخ الأيرلندي ‏ وقد انضم خلال فترته النيابية ‏ (12 سبتمبر 2002 – 22 يوليو 2007) للكتلة البرلمانية حزب الديمقراطيين التقدميين.